# Cerro Oeste
El cerro Oeste (en inglés: West Hill) es una elevación de 174 m s. n. m. ubicada al noroeste de la isla Soledad en las Islas Malvinas al sur de la laguna Lorenzo y de la laguna de la Sal y al oeste de la bahía de la Anunciación, cerca del asentamiento de Douglas.